# جيرمي بنثام
جيريمي بنثام (بالإنجليزية: Jeremy Bentham)‏ عاش في الفترة (15 فبراير 1748 - 6 يونيو 1832) هو عالم قانون وفيلسوف إنكليزي، ومصلح قانوني واجتماعي، وكان المنظر الرائد في فلسفة القانون الأنجلو-أمريكي. ويشتهر بدعواته إلى النفعية وحقوق الحيوان، وفكرة سجن بانوبتيكون.
كما شملت مواقفه الحجج المؤيدة للفرد، والحرية الاقتصادية، الفائدة، والفصل بين الكنيسة والدولة، حرية التعبير، والمساواة في الحقوق للمرأة، الحق في الطلاق، وعدم تجريم أفعال المثلية الجنسية. كما طالب بإلغاء الرق وعقوبة الإعدام وإلغاء العقوبات البدنية، بما في ذلك للأطفال.
يُعرّف بنثام بأنه «البديهية الأساسية» لفلسفته المُتمحورة حول المبدأ الذي ينصّ على «أن السعادة المطلقة لأكبر عدد من الأشخاص هي مقياس الصواب والخطأ»." أصبح بنثام واضع نظريات رائدًا في الفلسفة القانونية الأنجلوأمريكية، والراديكالي السياسي الذي أثرت أفكاره في تطور النزعة الاتكالية. وقد دافع عن الحريات الفردية والاقتصادية وفصل الكنيسة عن الدولة وحرية التعبير والمساواة في حقوق المرأة والحق في الطلاق و (في مقال غير منشور) والتخفيض من تجريم الأفعال الجنسية المثلية. دعا إلى إلغاء العبودية وعقوبة الإعدام والعقوبة الجسدية، بما في ذلك عقوبة الأطفال. وأصبح معروفًا أيضًا بأنه من أوائل الدعاة لحقوق الحيوان. على الرغم من تأييده الشديد لتوسيع نطاق الحقوق القانونية الفردية، فقد عارض فكرة القانون الطبيعي والحقوق الطبيعية (يعتبر كلاهما "مقدسين" أو "وهبهما الله" في الأصل)، واصفًا إياهما «بالهراء على الركائز». يُعتبر بنثام أيضًا ناقدًا حادًا للخيال القانوني.
كان من بين طلاب بنثام سكرتيره ومعاونه جيمس ميل وابنه جون ستيوارت مل والفيلسوف القانوني جون أوستن بالإضافة إلى روبرت أوين، أحد مؤسسي الاشتراكية الفاضلة. وقد «كان له تأثير كبير على إصلاح السجون والمدارس وقوانين الفقراء ومحاكم القانون والبرلمان بحدّ ذاته».
عند وفاته في عام 1832، ترك بنثام إرشادات لتشريح جسده لأول مرة، ثم الحفاظ عليه بشكل دائم باعتباره «أيقونة آلية» (أو مُجسّمًا ذاتيًا)، والتي ستكون تذكارًا له. تمّ ذلك، وأصبحت الأيقونة الآلية معروضة الآن في كلية لندن الجامعية (UCL). بسبب مناقشاته لصالح إتاحة التعليم للجميع، وُصف بأنه «المؤسس الروحي» لجامعة لندن. ومع ذلك، لعب دورًا محدودًا في تأسيسها.

## السيرة

### بدايات
ولد بنثام في 15 فبراير 1748 في هاوندسدتش، لندن، لعائلة ثرية دعمت حزب المحافظين. وبحسب ما ورد كان طفلاً معجزة: وُجد كطفل صغير يجلس على مكتب والده يقرأ تاريخ إنجلترا متعدد الأجزاء، وبدأ في دراسة اللغة اللاتينية في سن الثالثة. لقد تعلم العزف على الكمان، وفي سن السابعة كان بينثام يعزف السوناتات بواسطة هاندل أثناء حفلات العشاء. .
التحق بمدرسة وستمنستر. في عام 1760، عندما كان يبلغ من العمر 12 عامًا، أرسله والده إلى كلية كوينز، أكسفورد، حيث أكمل درجة البكالوريوس في عام 1763 ودرجة الماجستير في عام 1766. تدرب كمحام، وعلى الرغم من أنه لم يمارس المهنة مطلقًا، فقد تم استدعاؤه إلى نقابة المحامين في عام 1769. أصبح محبطًا بشدة من تعقيد القانون الإنجليزي، والذي أطلق عليه اسم شيطان الشيكان. عندما نشرت المستعمرات الأمريكية إعلان استقلالها في يوليو 1776، لم تصدر الحكومة البريطانية أي رد رسمي، ولكنها بدلاً من ذلك كلفت سراً المحامي والكاتب اللندني جون ليند بنشر تفنيد. تم توزيع كتابه المكون من 130 صفحة في المستعمرات واحتوى على مقال بعنوان «مراجعة قصيرة للإعلان» كتبه بنثام، صديق ليند، والذي هاجم الفلسفة السياسية للأمريكيين وسخروا منها.

### مشروع السجن الفاشل والبانوبتيكون
في عامي 1786 و 1787، سافر بنثام إلى كريشيف في روسيا البيضاء (بيلاروسيا الحديثة) لزيارة شقيقه، صموئيل، الذي كان يعمل في إدارة العديد من المشاريع الصناعية وغيرها للأمير بوتيمكين. كان صموئيل (كما اعترف جيريمي مرارًا وتكرارًا لاحقًا) هو الذي تصور الفكرة الأساسية لمبنى دائري في محور مجمع أكبر كوسيلة للسماح لعدد صغير من المديرين بالإشراف على أنشطة قوة عاملة كبيرة وغير ماهرة.
بدأ بنثام في تطوير هذا النموذج، خاصة عندما ينطبق على السجون، وحدد أفكاره في سلسلة من الرسائل التي أرسلها إلى منزل والده في إنجلترا. استكمل مبدأ الإشراف بفكرة إدارة العقود؛ أي إدارة بموجب عقد مقابل الثقة، حيث يكون للمدير مصلحة مالية في خفض متوسط معدل الوفيات.
كان القصد من البانوبتيكون أن يكون أرخص من السجون في عصره، لأنه يتطلب عددًا أقل من الموظفين؛ طلب بنثام إلى لجنة إصلاح القانون الجنائي «اسمح لي ببناء سجن على هذا النموذج»، «سأكون سجينًا. سترى... أن الحارس لن يحصل على راتب - لن يكلف أي شيء الأمة.» نظرًا لأنه لا يمكن رؤية الحراس، فلا داعي لأن يكونوا في الخدمة في جميع الأوقات، مما يترك المراقبة فعليًا للمراقب. وفقًا لتصميم بنثام، سيتم استخدام السجناء أيضًا كعمل وضيع، أو المشي على عجلات لتدوير النول أو تشغيل عجلة مائية. هذا من شأنه أن يقلل من تكلفة السجن ويعطي مصدر دخل محتمل.
كان الاقتراح المُجهض في نهاية المطاف لبناء سجن البانوبتيكون في إنجلترا أحد مقترحاته العديدة للإصلاح القانوني والاجتماعي. لكن بنثام أمضى حوالي ستة عشر عامًا من حياته في تطوير وصقل أفكاره للمبنى، وأعرب عن أمله في أن تتبنى الحكومة خطة سجن وطني يعينه كمقاول حاكم. على الرغم من أن السجن لم يتم بناؤه أبدًا، إلا أن المفهوم كان له تأثير مهم على الأجيال اللاحقة من المفكرين. جادل الفيلسوف الفرنسي ميشيل فوكو في القرن العشرين بأن البانوبتيكون كان نموذجًا للعديد من المؤسسات التأديبية في القرن التاسع عشر. ظل بنثام يشعر بالمرارة طوال حياته اللاحقة بشأن رفض مخطط البانوبتيكون، مقتنعًا أنه تم إحباطه من قبل الملك والنخبة الأرستقراطية. كان بسبب إحساسه بالظلم والإحباط إلى حد كبير أنه طور أفكاره حول المصلحة الشريرة التي تتعلق بالمصالح الراسخة للأقوياء الذين يتآمرون ضد المصلحة العامة الأوسع التي دعمت العديد من حججه الأوسع للإصلاح.
عند عودته إلى إنجلترا من روسيا، كان بينثام قد طلب رسومات من المهندس المعماري ويلي ريفيلي. في عام 1791، نشر المادة التي كتبها في كتاب، على الرغم من أنه استمر في تنقيح مقترحاته لسنوات عديدة قادمة. كان قد قرر الآن أنه يريد أن يرى السجن مبنيًا: عند الانتهاء، سيتم إدارته بنفسه بصفته متعاقدًا - حاكمًا، بمساعدة صموئيل. بعد محاولات فاشلة لإثارة اهتمام السلطات في أيرلندا وفرنسا الثورية، بدأ في محاولة إقناع رئيس الوزراء، ويليام بيت، بإحياء مخطط مهجور سابقًا لسجن وطني في إنجلترا، هذه المرة ليتم بناؤه على أنه البانوبتيكون. نجح في النهاية في الفوز على بيت ومستشاريه، وفي عام 1794 حصل على 2000 جنيه إسترليني مقابل العمل التمهيدي في المشروع.
كان الموقع المقصود هو الموقع الذي تم ترخيصه (بموجب قانون عام 1779) للسجن السابق، في باترسي رايز؛ لكن المقترحات الجديدة واجهت مشاكل قانونية واعتراضات من مالك الأرض المحلي، إيرل سبنسر. تم النظر في مواقع أخرى بالقرب من وولويتش، ولكن ثبت أنها غير مرضية. في النهاية تحول بنثام إلى موقع في توثيل فيلدز بالقرب من وستمنستر. على الرغم من أن هذه كانت أرضًا مشتركة، لا مالك لها، إلا أنه كان هناك عدد من الأطراف المهتمة بها، بما في ذلك إيرل جروسفينور، الذي كان يمتلك منزلاً في موقع مجاور واعترض على فكرة وجود سجن يطل عليه. مرة أخرى، وبالتالي، توقف المخطط. لكن في هذه المرحلة، أصبح من الواضح أن موقعًا قريبًا في ميلبانك، مجاورًا لنهر التايمز، كان متاحًا للبيع، وهذه المرة سارت الأمور بشكل أكثر سلاسة. باستخدام الأموال الحكومية، اشترى بنثام الأرض نيابة عن التاج مقابل 12000 جنيه إسترليني في نوفمبر 1799.
من وجهة نظره، كان الموقع بعيدًا عن المثالية، كونه مستنقع وغير صحي وصغير جدًا. عندما طلب من الحكومة المزيد من الأراضي والمزيد من الأموال، كان الرد هو أنه يجب عليه بناء سجن تجريبي صغير فقط - وهو ما فسره على أنه يعني أنه لم يكن هناك سوى القليل من الالتزام الحقيقي بمفهوم البانوبتيكون باعتباره حجر الزاوية في الإصلاح الجنائي. استمرت المفاوضات، ولكن في عام 1801 استقال بيت من منصبه، وفي عام 1803 قررت إدارة أدينجتون الجديدة عدم المضي قدمًا في المشروع. دمر بنثام: «لقد قتلوا أفضل أيام حياتي».
ومع ذلك، بعد بضع سنوات، أحيت الحكومة فكرة السجن الوطني، وفي عامي 1811 و 1812 عادت على وجه التحديد إلى فكرة البانوبتيكون. كان بنثام، البالغ من العمر الآن 63 عامًا، لا يزال على استعداد لتولي منصب الحاكم. ومع ذلك، عندما أصبح واضحًا أنه لا يوجد حتى الآن التزام حقيقي بالاقتراح، فقد تخلى عن الأمل، وبدلاً من ذلك حول اهتمامه إلى الحصول على تعويض مالي عن سنوات من الجهد غير المثمر. كانت مطالبته الأولية هي الحصول على مبلغ هائل يقارب 700000 جنيه إسترليني، لكنه استقر في النهاية على مبلغ أكثر تواضعًا (لكن لا يزال كبيرًا) وهو 23000 جنيه إسترليني. نقل قانون برلماني عام 1812 لقبه في الموقع إلى التاج.
الأكثر نجاحًا كان تعاونه مع باتريك كولكوهون في معالجة الفساد في بركة لندن. نتج عن هذا قانون شرطة التايمز لعام 1798، والذي تم إقراره في عام 1800. أنشأ القانون شرطة نهر التايمز، والتي كانت أول قوة شرطة وقائية في البلاد وكانت سابقة لإصلاحات روبرت بيل بعد 30 عامًا.

### المراسلات والتأثيرات المعاصرة
تبادل بنثام المراسلات مع العديد من الأشخاص ذوي النفوذ. في الثمانينيات من القرن الثامن عشر، على سبيل المثال، استمرّ بنثام بتبادل المراسلات مع آدم سميث المُسنّ، في محاولة فاشلة لإقناع سميث بأنه ينبغي السماح لمعدلات الفائدة بالانتشار بحرية. نتيجة لمراسلاته مع ميرابو وغيره من قادة الثورة الفرنسية، أُعلِنَ عن بنثام كمواطن فخري لفرنسا. كان ناقدًا صريحًا للخطاب الثوري للحقوق الطبيعية والعنف الذي نشأ بعد تولّي اليعاقبة (جمعية أصدقاء الدستور) السلطة عام (1792). بين عامي 1808 و1810، أقام علاقة صداقة شخصية مع الأمريكي اللاتيني الثوريّ فرانسيسكو دي ميراندا، وقام بزيارات إلى منزل غرافتون واي في لندن. طوّر أيضًا علاقات مع خوسيه سيسيليو ديل فالي.

### اقتراح المستعمرة الأسترالية الجنوبية
ساهم بنثام في خطة لتأسيس مستعمرة جديدة في جنوب أستراليا: في عام 1831، أُعِدَّ «اقتراح لحكومة بريطانيا لتأسيس مستعمرة على الساحل الجنوبي لأستراليا» تحت رعاية روبرت غوغر وتشارلز غراي وإيرل غراي الثاني وأنتوني بيكون وبنثام، ولكن اعتُبرت أفكاره متطرفة للغاية، ولم تتمكن من جذب التمويل المطلوب.

### منشور ويستمنستر
في عام 1823، شارك بنثام في تأسيس «منشور ويستمنستر» بالتعاون مع جيمس ميل كمجلة «فيلوسوفيكال راديكالز»؛ وهي مجموعة من التلاميذ حديثي السّن الذين لاقى بنثام من خلالهم تأثيرًا كبيرًا في الحياة العامة البريطانية. كان من بينهم جون باورينغ الذي كرّس بنثام نفسه له، واصفًا علاقتهما «بالابن والأب»، وقد عيّنَ باورينغ محررًا سياسيًا لمجلة ويستمنستر، ليُصبح في النهاية مُنفّذهُ الأدبي. وكان من بينهم أيضًا إدوين تشادويك الذي كتب عن علم الصحة والنظام الصحي وحفظ النظام، وكان مساهمًا رئيسيًا في مشروع تعديل قانون الفقراء؛ وظّف بينثام، تشادويك، أمينًا له تاركًا إرثًا كبيرًا له.

### عمر الشيخوخة
أُلقيت نظرة ثاقبة على شخصيته في كتاب «ذا لايف أوف جون ستيوارت ميل» للكاتب إس. تي جون باكي:
خلال زياراته في مرحلة شبابه إلى منزل بوود، المقر الريفي لنصيره لورد لانسدون، كان قد قضى وقته كله في الوقوع في حب جميع سيدات المنزل دون جدوى، اللواتي كان يتودّد إليهن بدعابة خرقاء، بينما كان يلعب الشطرنج معهن أو يعلمهن دروسًا في العزف على آلة الهاربسكودر. مُتأملًا في تلك الآلة، كتب مجددًا في سن الثمانين، أغنية إلى إحداهن، مشيدًا بذكرى الأيام الماضية عندما «أهدته في حفل وردًة في الزقاق الأخضر» [نقلًا عن مذكرات بنثام]. حتى نهاية حياته، لم يكن بوسعه أن يسمع عن منزل بوود دون أن تملأ عيناه الدموع، وأُجبِرَ على الصراخ قائلاً: «خذني إلى الأمام، أتوسل إليك، إلى المستقبل لا تدعني أعود إلى الماضي».
تفترض دراسة سيرته الذاتية التي أعدّها فيليب لوكاس وآن شيران بأنه لربما أصيب بمتلازمة أسبرجر. كان بنثام ملحدًا.

## أفكاره

### مذهب المنفعة
كان طموح بنثام في الحياة هو إنشاء مدونة نفعية كاملة للقانون. لم يقترح فقط العديد من الإصلاحات القانونية والاجتماعية ، بل شرح أيضًا مبدأ أخلاقيًا أساسيًا يجب أن تستند إليه. اتخذت فلسفة النفعية هذه «بديهية أساسية» لتكون فكرة أنها أعظم سعادة لأكبر عدد هو مقياس الصواب والخطأ. ادعى بينثام أنه استعار هذا المفهوم من كتابات جوزيف بريستلي ، على الرغم من أن أقرب ما توصل إليه بريستلي في الواقع للتعبير عنه كان في شكل «خير وسعادة الأعضاء ، أي غالبية أعضاء أي دولة ، هو المعيار العظيم الذي يجب من خلاله تحديد كل شيء يتعلق بهذه الدولة في النهاية».
كان بنثام شخصية رئيسية نادرة في تاريخ الفلسفة لتأييد الأنانية النفسية. كان أيضًا معارضًا قويًا للدين ، كما يلاحظ كريمينز: «بين عامي 1809 و 1823 أجرى جيريمي بينثام فحصًا شاملاً للدين بهدف معلن هو استئصال المعتقدات الدينية ، حتى فكرة الدين نفسه ، من عقول الرجال».
اقترح بنثام أيضًا إجراءً لتقدير الوضع الأخلاقي لأي فعل ، والذي أطلق عليه حساب التفاضل والتكامل أو المتعة.

#### مبدأ المنفعة
يشكل مبدأ المنفعة، أو مبدأ السعادة الأعظم، حجر الزاوية في كل أفكار بنثام. من خلال «السعادة» فهم غلبة «اللذة» على «الألم». كتب في مقدمة في مبادئ الأخلاق والتشريع:
لقد وضعت الطبيعة البشرية تحت حكم سيدين يتمتعان بالسيادة هما الألم واللذة. يعود لهما وحدهما تحديد ما يتعين علينا القيام به، وكذلك تحديد ما سنفعله. من ناحية، يتم ربط معيار الصواب والخطأ ، من ناحية أخرى، سلسلة الأسباب والنتائج بعرشهما. إنهما يحكماننا في كل ما نفعله ، في كل ما نقوله ، وفي كل ما نفكر فيه ...
يركز كتاب بنثام مبادئ الأخلاق والتشريع على مبدأ المنفعة وكيف ترتبط وجهة النظر الأخلاقية هذه بالممارسات التشريعية. يعتبر مبدأ المنفعة الخاص به أن الخير الذي ينتج أكبر قدر من المتعة والحد الأدنى من الألم والشر هو ما ينتج عنه أكبر قدر من الألم دون المتعة. يعرّف بنثام مفهوم اللذة والألم هذا بأنه مفهوم جسدي وروحي. يكتب بنثام عن هذا المبدأ لأنه يتجلى في تشريعات المجتمع.
من أجل قياس مدى الألم أو المتعة التي سيخلقها قرار معين ، فإنه يضع مجموعة من المعايير مقسمة إلى فئات الشدة ، والمدة ، واليقين ، والقرب ، والإنتاجية ، والنقاء ، والمدى. باستخدام هذه القياسات ، يراجع مفهوم العقوبة ومتى يجب استخدامه بقدر ما إذا كانت العقوبة ستخلق المزيد من المتعة أو المزيد من الألم للمجتمع.
وهو يدعو المشرعين إلى تحديد ما إذا كانت العقوبة تخلق جريمة أكثر شراً. بدلاً من قمع الأفعال الشريرة ، يجادل بنثام بأن بعض القوانين والعقوبات غير الضرورية يمكن أن تؤدي في النهاية إلى رذائل جديدة وأكثر خطورة من تلك التي يُعاقب عليها في البداية ، ويدعو المشرعين إلى قياس الملذات والآلام المرتبطة بأي تشريع وتشكيل قوانين من أجل خلق أعظم نفع لأكبر عدد. يجادل بأن مفهوم الفرد الذي يسعى وراء سعادته لا يمكن بالضرورة إعلانه على أنه «صحيح»، لأن هذه المساعي الفردية يمكن أن تؤدي في كثير من الأحيان إلى ألم أكبر ومتعة أقل للمجتمع ككل. لذلك ، فإن تشريع المجتمع أمر حيوي للحفاظ على أقصى قدر من المتعة والحد الأدنى من درجة الألم لأكبر عدد من الناس.

#### اللذة
في عرضه لحساب مقدار الألم والمتعة حساباً رياضياً، اقترح بنثام تصنيفًا لـ 12 ألماً و 14 متعة ، يمكننا من خلالها اختبار عامل السعادة لأي فعل. بالنسبة إلى بنثام ، وفقًا لبي جي كيلي ، فإن القانون «يوفر الإطار الأساسي للتفاعل الاجتماعي من خلال تحديد مجالات الحرمة الشخصية التي يمكن للأفراد من خلالها تكوين ومتابعة مفاهيمهم الخاصة عن الرفاهية». يوفر الأمن ، شرط مسبق لتشكيل التوقعات. نظرًا لأن حساب التفاضل والتكامل يُظهر أن أدوات التوقع أعلى بكثير من تلك الطبيعية ، فإن ذلك يعني أن بينثام لا يفضل التضحية بالقليل لصالح الكثيرين. نقل أستاذ القانون آلان ديرشوفيتز عن بنثام قوله إن التعذيب يجب أن يُسمح به في بعض الأحيان.

#### انتقادات
تمت مراجعة النفعية وتوسيعها من قبل تلميذ بنثام جون ستيوارت ميل ، الذي انتقد بشدة وجهة نظر بينثام للطبيعة البشرية ، والتي فشلت في الاعتراف بالضمير كدافع بشري. اعتبر ميل وجهة نظر بنثام «أنها فعلت شرًا خطيرًا للغاية». في يد ميل ، أصبحت البنتامية عنصرًا رئيسيًا في المفهوم الليبرالي لأهداف سياسة الدولة.
ادعى منتقدو بنثام أنه قوض أسس المجتمع الحر برفضه الحقوق الطبيعية. كتبت المؤرخة جيرترود هيميلفارب: «إن مبدأ السعادة الكبرى لأكبر عدد كان معاديًا لفكرة الحرية كما هو معادي لفكرة الحقوق».
غالبًا ما يتم انتقاد نظرية المتعة لدى بنثام لافتقارها إلى مبدأ الإنصاف المتجسد في مفهوم العدالة. في بنثام وتقاليد القانون العام ، يقول جيرالد ج. بوستيما: «لا يوجد مفهوم أخلاقي يعاني أكثر من بينثام من مفهوم العدالة. لا يوجد تحليل مستدام وناضج للمفهوم». وبالتالي ، يعترض بعض النقاد ، سيكون من المقبول تعذيب شخص واحد إذا كان هذا من شأنه أن ينتج قدرًا من السعادة لدى الآخرين تفوق تعاسة الفرد المعذب. ومع ذلك ، كما جادل جي بي كيلي في النفعية والعدالة التوزيعية: جيريمي بنثام والقانون المدني ، كان لدى بنثام نظرية للعدالة منعت النجاح.

### الاقتصاد
كانت آراء بنثام حول الاقتصاد النقدي مختلفة تمامًا عن آراء ديفيد ريكاردو. ومع ذلك ، كان لديهم بعض أوجه التشابه مع تلك الخاصة بهنري ثورنتون. ركز على التوسع النقدي كوسيلة للمساعدة في خلق العمالة الكاملة. كما كان يدرك أهمية الادخار القسري ، والميل إلى الاستهلاك ، وعلاقة الادخار والاستثمار ، وغيرها من الأمور التي تشكل محتوى تحليل الدخل والعمالة الحديث. كانت نظرته النقدية قريبة من المفاهيم الأساسية المستخدمة في نموذجه لاتخاذ القرار النفعي. يعتبر عمله بمثابة مقدمة مبكرة لاقتصاديات الرفاهية الحديثة.
صرح بنثام أن الملذات والآلام يمكن تصنيفها وفقًا لقيمتها أو أبعادها مثل الشدة أو المدة أو اليقين من المتعة أو الألم. لقد كان مهتمًا بالحد الأقصى والحد الأدنى من الملذات والآلام ، وقد شكلوا سابقة للتوظيف المستقبلي لمبدأ التعظيم في اقتصاديات المستهلك والشركة والبحث عن أفضل اقتصاديات الرفاهية.

### إصلاح القانون
كان بنثام أول شخص كان مدافعًا عنيفًا لتدوين كل القانون العام في مجموعة متماسكة من القوانين. كان في الواقع الشخص الذي صاغ الفعل للتدوين للإشارة إلى عملية صياغة مدونة قانونية. لقد ضغط بشدة من أجل تشكيل لجان التقنين في كل من إنجلترا والولايات المتحدة ، وذهب إلى حد الكتابة إلى الرئيس جيمس ماديسون في عام 1811 للتطوع لكتابة مدونة قانونية كاملة للبلد الشاب. بعد أن تعلم المزيد عن القانون الأمريكي وأدرك أن معظمه قائم على الدولة ، كتب على الفور إلى حكام كل ولاية بنفس العرض.
خلال حياته ، كانت جهود التدوين التي قام بها بنثام غير ناجحة تمامًا. حتى اليوم ، تم رفضهم تمامًا من قبل كل ولاية قضائية للقانون العام تقريبًا ، بما في ذلك إنجلترا. ومع ذلك ، أرست كتاباته حول هذا الموضوع الأساس لعمل تدوين ناجح إلى حد ما لديفيد دادلي فيلد الثاني في الولايات المتحدة بعد جيل.
حقوق الحيوان

يعتبر بنثام على نطاق واسع من أوائل مؤيدي حقوق الحيوان. لقد جادل واعتقد أن القدرة على المعاناة ، وليس القدرة على التفكير ، يجب أن تكون هي المعيار ، أو ما أسماه الخط المستعصي. إذا كان السبب وحده هو المعيار الذي نحكم بموجبه على من يجب أن يكون له حقوق ، فقد يكون الأطفال والبالغون الذين يعانون من أشكال معينة من الإعاقة قاصرين أيضًا. في عام 1780، في إشارة إلى الدرجة المحدودة من الحماية القانونية الممنوحة للعبيد في جزر الهند الغربية الفرنسية بواسطة القانون الاسود كتب:
لقد كان هذا اليوم ، وأنا حزين لأقول في العديد من الأماكن أنه لم يمر بعد ، حيث عومل القانون الجزء الأكبر من الأنواع ، تحت تسمية العبيد ، من قبل القانون تمامًا على نفس الأساس ، كما هو الحال في إنجلترا على سبيل المثال ، لا تزال الأجناس الأدنى من الحيوانات. قد يأتي اليوم الذي قد تكتسب فيه بقية المخلوقات الحيوانية تلك الحقوق التي لم يكن من الممكن أن تُسقط منها إلا بيد الاستبداد. لقد اكتشف الفرنسيون بالفعل أن سواد الجلد ليس سببًا للتخلي عن الإنسان دون إنصاف لنزوة المعذب. قد يتضح يومًا ما أن عدد الأرجل ، أو زغابة الجلد ، أو انتهاء عظم عظم القدم هي أسباب غير كافية أيضًا للتخلي عن كائن حساس لنفس المصير. ما الذي يجب أن يتتبع الخط الذي لا يقهر؟ هل هي كلية العقل أم ربما كلية الخطاب؟ لكن الحصان أو الكلب الناضج هو حيوان أكثر عقلانية وقابلية للتحدث أكثر من كونه رضيعًا عمره يوم أو أسبوع أو حتى شهر. لكن لنفترض أن الحالة كانت بخلاف ذلك ، فماذا ستفيد؟ السؤال ليس ، هل يمكنهم التفكير؟ هل يمكنهم التحدث؟ لكن هل يمكنهم المعاناة؟
في وقت سابق من الفقرة ، أوضح بنثام أنه وافق على أن الحيوانات يمكن أن تُقتل من أجل الطعام ، أو للدفاع عن حياة الإنسان ، بشرط ألا يُعاني الحيوان بلا داع. لم يعترض بنثام على التجارب الطبية على الحيوانات ، بشرط أن تكون التجارب في ذهنها هدفًا معينًا يفيد البشرية ، وأن لديها فرصة معقولة لتحقيق هذا الهدف. كتب أنه بخلاف ذلك كان لديه اعتراض حازم ولا يمكن التغلب عليه لإحداث الألم للحيوانات ، ويرجع ذلك جزئيًا إلى الآثار الضارة التي قد تحدثها مثل هذه الممارسات على البشر. في رسالة إلى محرر وقائع الصباح في مارس 1825، كتب:
لم أر أبدًا أي اعتراض على وضع الكلاب والحيوانات الأخرى الأقل شأناً في الألم ، على طريقة التجربة الطبية ، عندما يكون لتلك التجربة هدف محدد ، مفيد للبشرية ، مصحوب باحتمال عادل لإنجازه. لكن لدي اعتراض حاسم ولا يمكن التغلب عليه على تعريضهم للألم دون أي وجهة نظر كهذه. حسب تخوفي ، فإن كل فعل ينتج عنه الألم عن قصد وعن طيب خاطر في أي كائن على الإطلاق ، دون أي احتمال للخير الراجح ، هو فعل قاسٍ ، ومثله مثل العادات السيئة الأخرى ، كلما انغمس في العادة المتوافقة معه ، زادت قوته. ينمو ، ويزداد إنتاجه من ثمره السيئ. لا أستطيع أن أفهم كيف يجب أن يكون الأمر ، بالنسبة لمن يعتبره من دواعي التسلية أن يرى كلبًا أو حصانًا يعاني ، لا ينبغي أن يكون الأمر مثل التسلية أن أرى رجلًا يتألم ، ويرى ، كما أفعل ، ما مقدار الأخلاق والذكاء ، الذي يمتلكه شخص بالغ رباعي الأرجل من هذه الأنواع والعديد من الأنواع الأخرى ، أكثر من أي شخص لديه قدمين لبضعة أشهر بعد ظهوره إلى الوجود ، ولا يبدو لي كيف ينبغي أن يكون ، الشخص الذي يكون إنتاج الألم له ، سواء في الحالة أو في الحالة الأخرى ، مصدر تسلية ، سيتردد في منح نفسه هذا التسلية عندما يكون قادرًا على فعل ذلك مع ضمان الإفلات من العقاب.

### الجنس
قال بنثام إن وضع المرأة في منصب أدنى من الناحية القانونية هو الذي جعله يختار عام 1759، في سن الحادية عشرة ، مهنة الإصلاحي ، على الرغم من أن الناقد الأمريكي جون نيل ادعى أنه أقنعه بتولي قضايا حقوق المرأة أثناء ارتباطهم بين عامي 1825 و 1827. تحدث بنثام عن المساواة الكاملة بين الجنسين ، مجادلًا لصالح حق المرأة في التصويت ، وحق المرأة في الحصول على الطلاق ، وحق المرأة في تولي منصب سياسي. ومع ذلك ، كان بنثام (1780) يعتقد أن المرأة أدنى من الرجل فيما يتعلق بهذه الصفات مثل قوة القوى الفكرية وثبات العقل.
جادل في مقال بعنوان "Paederasty" لتحرير القوانين التي تحظر الجنس المثلي. ظل المقال غير منشور خلال حياته خوفًا من الإساءة إلى الأخلاق العامة. نُشرت بعض كتابات بنثام عن عدم المطابقة الجنسية لأول مرة في عام 1931، ولكن لم يتم نشر Paederasty حتى عام 1978. لا يعتقد بنثام أن الأفعال المثلية الجنسية غير طبيعية ، ووصفها بأنها مجرد مخالفات في الشهية التناسلية. يعاقب المقال المجتمع في ذلك الوقت لقيامه برد غير متناسب على ما يبدو أن بينثام يعتبره جريمة خاصة إلى حد كبير يعرضها الجمهور أو الأفعال القسرية التي يتم التعامل معها بشكل صحيح من خلال قوانين أخرى. عندما نُشر المقال في مجلة المثلية الجنسية عام 1978، ذكرت الملخص أن مقال بنثام كان أول حجة معروفة لإصلاح قانون المثليين في إنجلترا.

### الخصوصية
بالنسبة لبينثام ، كان للشفافية قيمة أخلاقية. على سبيل المثال ، تضع الصحافة أصحاب السلطة تحت رقابة أخلاقية. ومع ذلك ، أراد بنثام تطبيق هذه الشفافية على الجميع. يصف هذا من خلال تصوير العالم على أنه صالة للألعاب الرياضية يتم فيها ملاحظة كل «إيماءة ، كل منعطف في طرف أو سمة ، في أولئك الذين يكون لحركاتهم تأثير مرئي على السعادة العامة». واعتبر كل من المراقبة والشفافية طرقًا مفيدة لتوليد التفاهم وتحسين حياة الناس.

### الكيانات الخيالية
ميز بينثام بين الكيانات الخيالية ما أسماه كيانات خرافية مثل الأمير هاملت أو القنطور ، مما أسماه الكيانات الخيالية ، أو الأشياء الضرورية للخطاب ، على غرار فئات كانط ، مثل الطبيعة، أو العرف، أو العقد الاجتماعي.

## وفاته والأيقونة الآلية

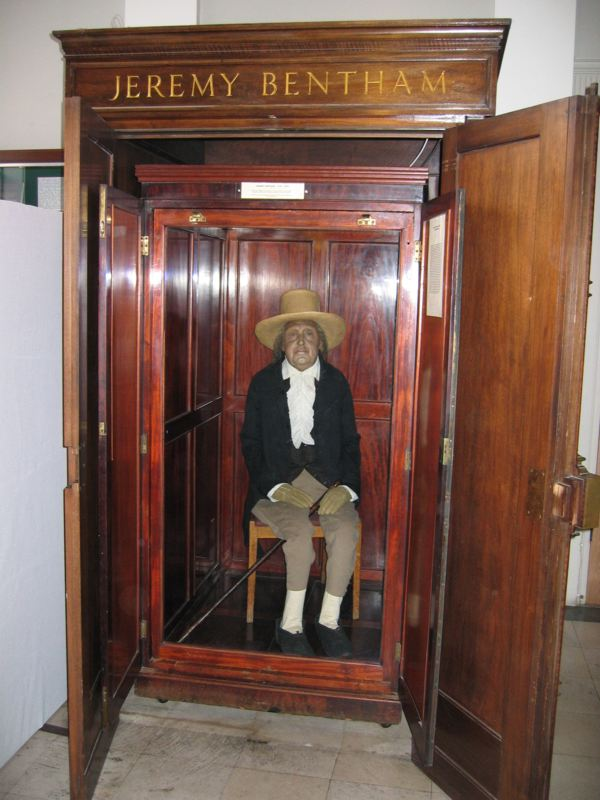
أيقونة بنثام الآلية

توفي بنثام في 6 يونيو من عام 1832 عن عمر ناهز 84 عامًا في مكان إقامته في كوين سكوير في ويستمنستر بلندن، إنجلترا. وقد استمرّ في الكتابة حتى آخر شهر قبل وفاته، وقد قام باستعدادات دقيقة لتشريح جسده بعد الموت والحفاظ عليه كمجسّم آلي. في وقت مبكر من عام 1769، عندما كان بنثام يبلغ من العمر 21 عامًا، كتب وصية تنصّ على ترك جسده للتشريح وتركها لصديق العائلة، الطبيب والكيميائي جورج فورديس، الذي تزوجت ابنته ماريا صوفيا (1765- 1858) من شقيق جيريمي، صموئيل بنثام. أُلحقت ورقة مكتوبة في عام 1830، فيها تعليمات لتوماس ساوثوود سميث لإنشاء المجسّم الآلي، بوصيّته الأخيرة بتاريخ 30 مايو من عام 1832.
في 8 يونيو من عام 1832، أي بعد يومين من وفاته، وُزّعت بطاقات دعوى إلى مجموعة مختارة من الأصدقاء، وفي اليوم التالي في الساعة 3 مساءً، ألقى ساوثوود سميث خطبة رسمية مطوّلة على رفات بنثام في مدرسة ويب ستريت للتشريح والطب في ساوثوارك في لندن. تحتوي الخطبة المطبوعة على واجهة نُقِشَ عليها جسم بنثام مغطى جزئيًا بورقة.
بعد ذلك، احتُفظ بالهيكل العظمي والرأس وخُزّنا في خزانة خشبية تدعى «الأيقونة الآلية»، بالإضافة إلى هيكله العظمي المحشو بالقش بملابس بنثام. حُفِظت في الأصل مع تلميذه توماس ساوثوود سميث، ثمّ حصلت عليها جامعة لندن في عام 1850. وعادة ما تُعرض للناس في المبنى الرئيسي للجامعة في نهاية ساوث كلويسترز؛ ومع ذلك، تقاعد السيد مالكولم غرانت كعميد للجامعة في عام 2013، وُضِعت الأيقونة الآلية ضمن اجتماع المجلس النهائي لغرانت. كانت تلك هي المرة الوحيدة التي تُنقل فيها الأيقونة لتوضع ضمن اجتماع مجلس الجامعة ((UCL؛ تقول أسطورة إن الأيقونة كانت تُنقل إلى جميع الاجتماعات. نُقلت جثة بنثام إلى ذاك الاجتماع فقط بسبب الأسطورة المستمرة حول حضور بنثام، واعتقد أمين المكتبة في ذلك الوقت، نيك بوث، أنه سيكون من الجيد أن يحضر بنثام لمرة واحدة. لن يحدث هذا مرة أخرى أبدًا، إذ يوجد خطر من أن الخنافس الموجودة في السجادة يمكنها إفساد الجسم والتهامه ببطء.
رغبَ بنثام بأن تكون الأيقونة الآلية تجسيدًا لرأسه الحقيقي، محنطًا بشكل يشبه مظهره في الحياة. على الرغم من نجاح الجهود التجريبية التي قام بها ساوثوود سميث في عملية التحنيط -استنادًا إلى طريقة السكان الأصليين في نيوزيلندا والتي يقومون بها عن طريق وضع الرأس تحت مضخة هوائية فوق حمض الكبريتيك وسحب السوائل منه- تقنيًا، لكن الرأس يبدو فظيعًا، إلى جانب بشرة سوداء جافة مشدودة على الجمجمة. لذلك وُضع رأس شمعي إلى جانب القليل من شعر بنثام الحقيقي. عُرِضَ الرأس الحقيقي بذات الطريقة التي عُرضت فيها الأيقونة الآلية لسنوات عديدة، ولكنه أصبح موضع دعابات الطلاب باستمرار. وقد أُغلق الآن للحفاظ عليه.
في عام 2017، أُعلِنَ عن خطط لإعادة عرض الرأس وفي الوقت ذاته للحصول على عينة من الحمض النووي الخاص ببنثام بهدف تحديد الإثباتات الجينية لمرض التوحد.
في عام 2018، عُرِضت أيقونة جيرمي بنثام في مدينة نيويورك في متحف متروبوليتان للفنون في بروير.

## المؤلفات
- 1787. البانوبتيكون أو غرفة التفتيش
- 1787. الدفاع عن الربا. سلسلة من ثلاثة عشر «رسالة» موجهة إلى آدم سميث.
- 1776. شظية على الحكومة.
- 1780. مدخل إلى مبادئ الأخلاق والتشريع.
- 1785. جرائم ضد النفس
- 1776. استعراض موجز للإعلان. هجوم على إعلان استقلال الولايات المتحدة.
- 1791. مقال عن التكتيكات السياسية
- 1796. مغالطات فوضوية: فحص لإعلان الحقوق الصادر خلال الثورة الفرنسية ، هجوم على إعلان حقوق الإنسان الصادر عن الثورة الفرنسية ، ونقد فلسفة الحقوق الطبيعية التي تقوم عليها.
- 1811. العقوبات والمكافآت.
- 1812. البانوبتيكون مقابل نيو ساوث ويلز: أو ، مقارنة نظام بانوبتيكون للسجن
- 1816. الدفاع عن الربا.
- 1817. جدول ينابيع العمل.
- 1817. أقسم على الإطلاق
- 1817. خطة الإصلاح البرلماني ، في شكل التعليم المسيحي مع أسباب كل مادة ، مع مقدمة توضح ضرورة وعدم كفاية الإصلاح المعتدل.
- 1818. فحص الكنيسة الإنكليزية والتعليم المسيحي.
- 1821. عناصر فن التعبئة ، كما هي مطبقة على هيئات المحلفين الخاصة خاصة في حالات قانون التشهير.
- 1821. حول حرية الصحافة والمناقشة العامة.
- 1822. تأثير الدين الطبيعي على السعادة الزمنية للبشرية ، كتبه مع جورج غروت
- 1823. ليس بولس بل يسوع
- 1824. كتاب المغالطات من الأوراق غير المكتملة لجيريمي بنثام.
- 1825. رسالة في الأدلة القضائية مستخرجة من مخطوطات جيريمي بنثام.
- 1827. الأساس المنطقي للأدلة القضائية ، المطبق خصيصًا لممارسة اللغة الإنجليزية ، المستخرج من مخطوطات جيريمي بينثام.
- 1830. حرروا مستعمراتكم! موجهة إلى المؤتمر الوطني لفرنسا A ° 1793، والتي توضح عدم جدوى وخداع التبعيات البعيدة لدولة أوروبية.
- 1834. ديونتولوجي أو علم الأخلاق 1.

## الوصلات الخارجية
- جيرمي بنثام على موقع الموسوعة البريطانية (الإنجليزية)
- جيرمي بنثام على موقع إن إن دي بي (الإنجليزية)

- صورة لجيرمي بنثام في معرض اللوحات القومي
- مؤلفات Jeremy Bentham في مشروع غوتنبرغ
- أعمال أو نبذة عن جيرمي بنثام على أرشيف الإنترنت
- أعمال جيرمي بنثام في ليبري فوكس